# Mercedes-AMG CLK-Клас
Mercedes-AMG CLK-Клас — спортивні автомобілі середнього класу, що виробляються тюнінговим ательє Mercedes-AMG на основі серійних моделей Mercedes-Benz CLK-Класу з 1999 року.

## Перше покоління (1999–2002)

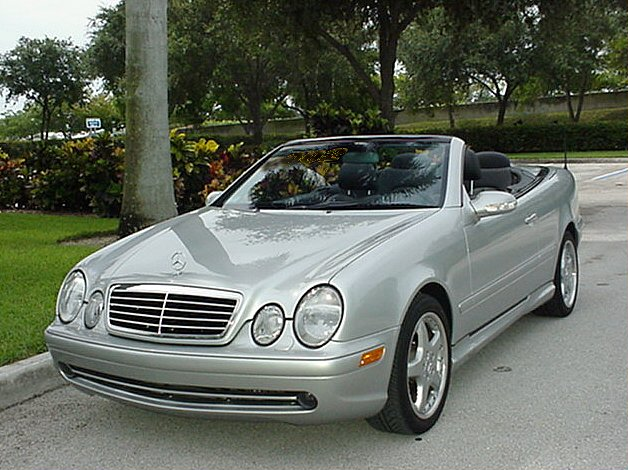
Mercedes-Benz CLK55 AMG

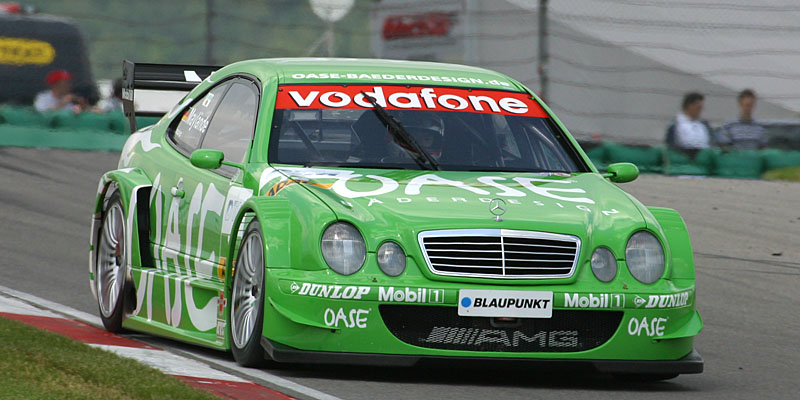
Mercedes-Benz C208 AMG DTM

В 1999 році представлено спортивну версію Mercedes-Benz CLK-Класу (C208) Mercedes-Benz CLK55 AMG. Крім версії купе, автомобіль пропонувався в кузові кабріолет.
Mercedes CLK 55 AMG оснащувався 5,5 - літровим двигуном V8 (звідки й назва). Список обладнання вважається, як у гоночного автомобіля: супер-жорстка заготовка колінчастого вала. Комплекс Dual-резонансний впускний колектор з ретельно налаштованим бігуном сприяє створенню вибухонебезпечного ступеня стиснення 10,5:1 яка в основному забезпечує потужність 347 к.с. (255 кВт) і 510 Нм крутного моменту. Автомобіль оснащений п'ятиступінчастою автоматичною коробкою передач. Використовується коробка передач в моделях S-класу V12, тому що вона може приймати крутний момент. Модель повністю оснащена електронним управлінням, і є сильніша, ніж CLK 430. Стандартні тяги зменшують прослизання коліс до мінімуму, а електронна програма стабілізації (ESP) зберігає CLK по прямому шляху. Використовується стандартне шасі CLK, хоча в той час як поточна версія заснована не на платформі нового С-класу, версія CLK від AMG пропонує деякі спеціальні компоненти шасі. Незалежна підвіска в основному така ж, як у меншій CLK версії, але AMG відповідає більш високим рейтингом пружини, більш жорсткими ударними клапанами і жорсткішими втулками підвіски. Автомобіль комплектується низькопрофільними шинами ZR-Rated. Гальма були також посилені. Величезні чотирьох-колісні диски більші і товщі, ніж в інших CLK. Антиблокувальна гальмівна система є стандартною, а в Brake Assist застосовується повне гальмівне. На Моноблок AMG литих дисків, 7.5 передні і 8.5 ззаду, оснащуються з 225/45ZR17 і 245/40ZR17 Michelin Pilots.

### Двигуни
| Модель     | Код двигуна | Об'єм    | Циліндри/Клапани | Потужність при об/хв           | Крутний момент при об/хв   | Vмакс      | 0-100 ки/год | Роки виробництва | Кузов         |
| ---------- | ----------- | -------- | ---------------- | ------------------------------ | -------------------------- | ---------- | ------------ | ---------------- | ------------- |
| CLK 55 AMG | M 113 E 55  | 5439 см³ | V8/24            | 255 kW/347 к.с. при 5500 об/хв | 510 Нм при 3000-4300 об/хв | 250 км/год | 5,4 с        | 1999-2002        | Coupé, Cabrio |

## Друге покоління (2002–2010)

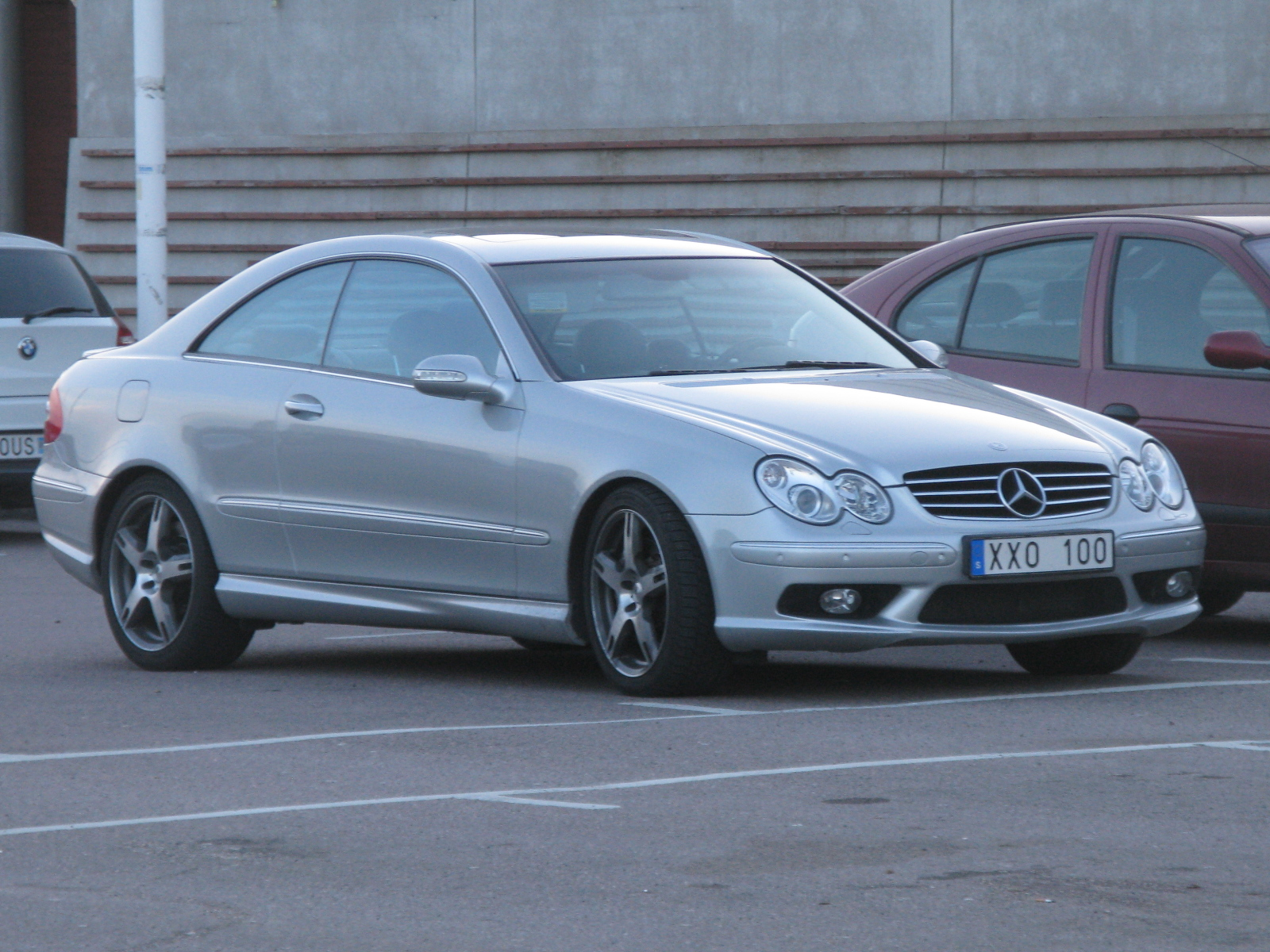
Mercedes-Benz CLK 55 AMG (2002–2005)

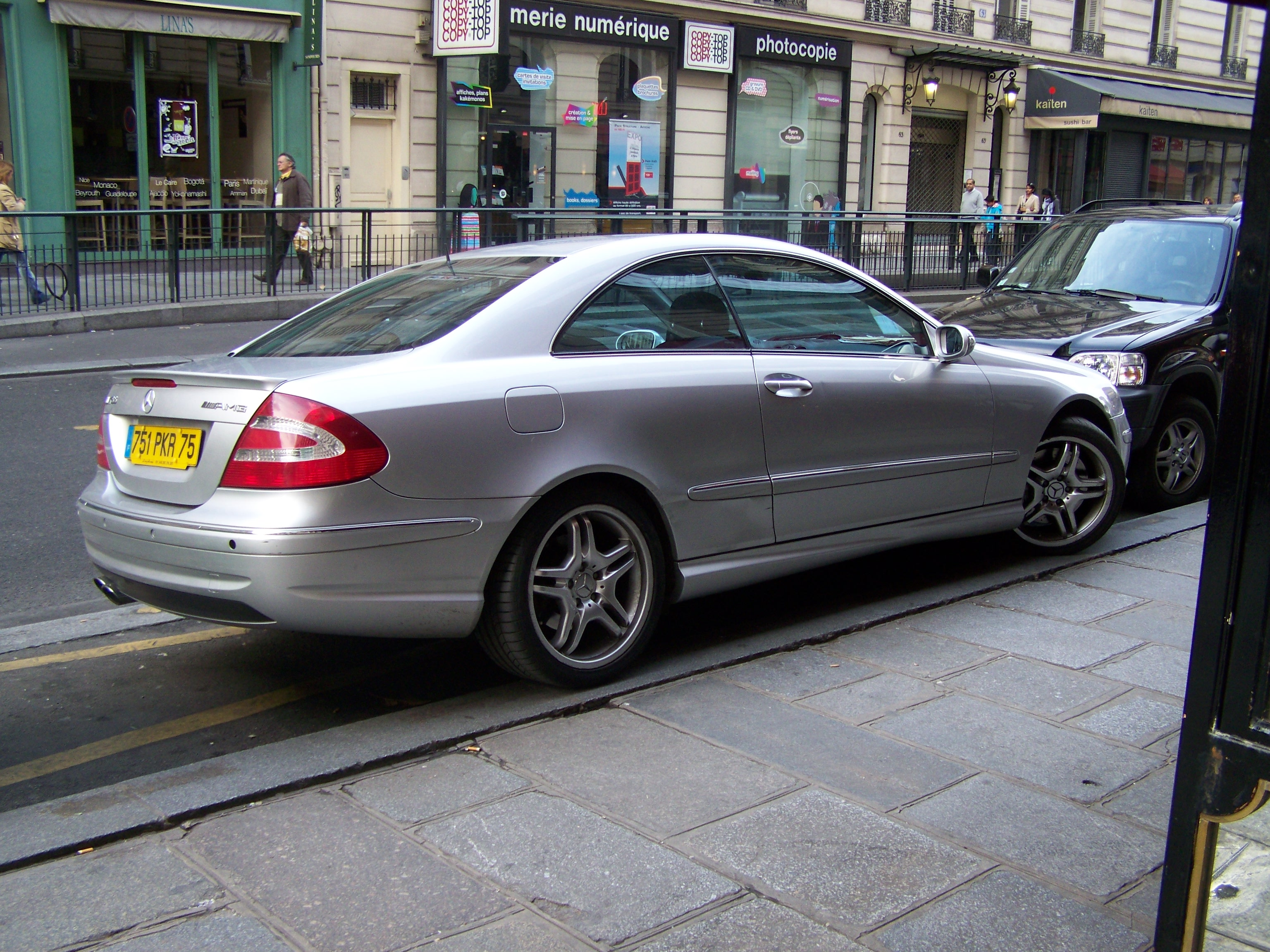
Mercedes-Benz CLK 55 AMG (2002–2005)

В 2002 році дебютував Mercedes-Benz CLK 55 AMG другого покоління в кузові купе з модернізованим двигуном V8 об'ємом 5,4 л потужністю 367 к.с. розроблений на основі серійного Mercedes-Benz W209.
В 2003 році дебютував Mercedes-Benz CLK 55 AMG з кузовом кабріолет.
В 2005 році сімейство Mercedes-Benz CLK 55 AMG оновили, змінивши зовнішній вигляд.
В 2006 році на заміну Mercedes-Benz CLK 55 AMG прийшов Mercedes-Benz CLK 63 AMG з двигуном V8 об'ємом 6,2 л потужністю 481 к.с.
В 2007 році дебютував Mercedes-Benz CLK 63 AMG Black Series з двигуном V8 об'ємом 6,2 л потужністю 507 к.с.

### Двигуни
- Значення у дужках з (АКПП) або [7G спортивною АКПП]:

| Модель                  | Код двигуна    | Об'єм     | Циліндри/Клапани | Потужність при об/хв   | Крутний момент при об/хв | 0-100 ки/год | Роки виробництва | Кузов            |
| Бензинові               | Бензинові      | Бензинові | Бензинові        | Бензинові              | Бензинові                | Бензинові    | Бензинові        | Бензинові        |
| ----------------------- | -------------- | --------- | ---------------- | ---------------------- | ------------------------ | ------------ | ---------------- | ---------------- |
| CLK 55 AMG              | M 113 E 55 EVO | 5439 см³  | V8/24            | 270 kW (367 к.с.)/5750 | 510 Нм/4000              | 5,2 с        | 2002-2006        | Coupé, Cabriolet |
| CLK 63 AMG              | M 156 E 63     | 6208 см³  | V8/32            | 354 kW (481 к.с.)/6800 | 630 Нм/5000              | [4,7 с]      | 2006-2010        | Coupé, Cabriolet |
| CLK 63 AMG Black Series | M 156 E 63     | 6208 см³  | V8/32            | 373 kW (507 к.с.)/7200 | 630 Нм/5250              | [4,3 с]      | 2007-2009        | Coupé            |
| CLK DTM AMG             | M 113 E 55 ML  | 5439 см³  | V8/24            | 428 kW (582 к.с.)/6100 | 800 Нм/3500              | (3,9 с)      | 2004-2006        | Coupé, Cabriolet |

### CLK DTM

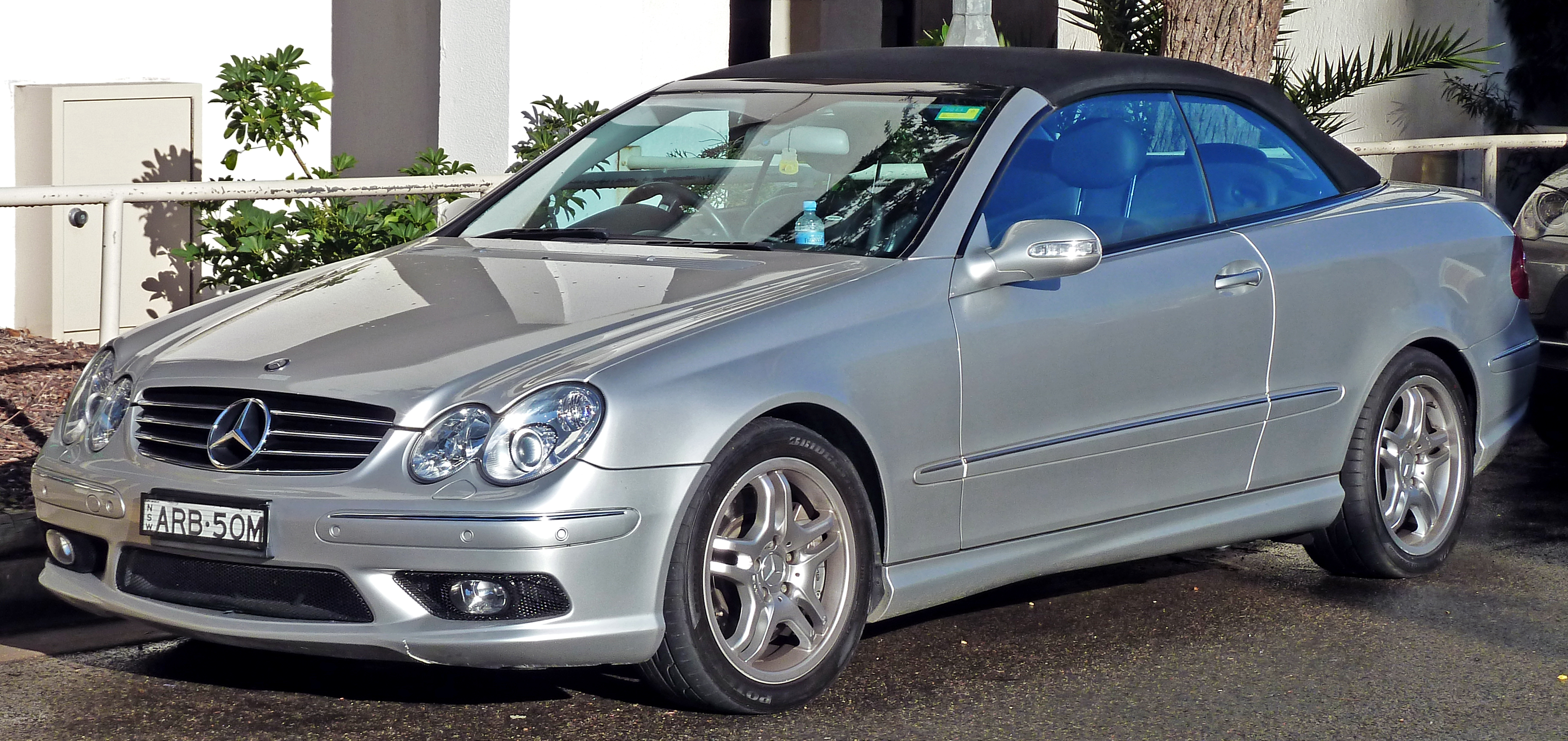
Mercedes-Benz CLK 55 Cabriolet (2003–2005)
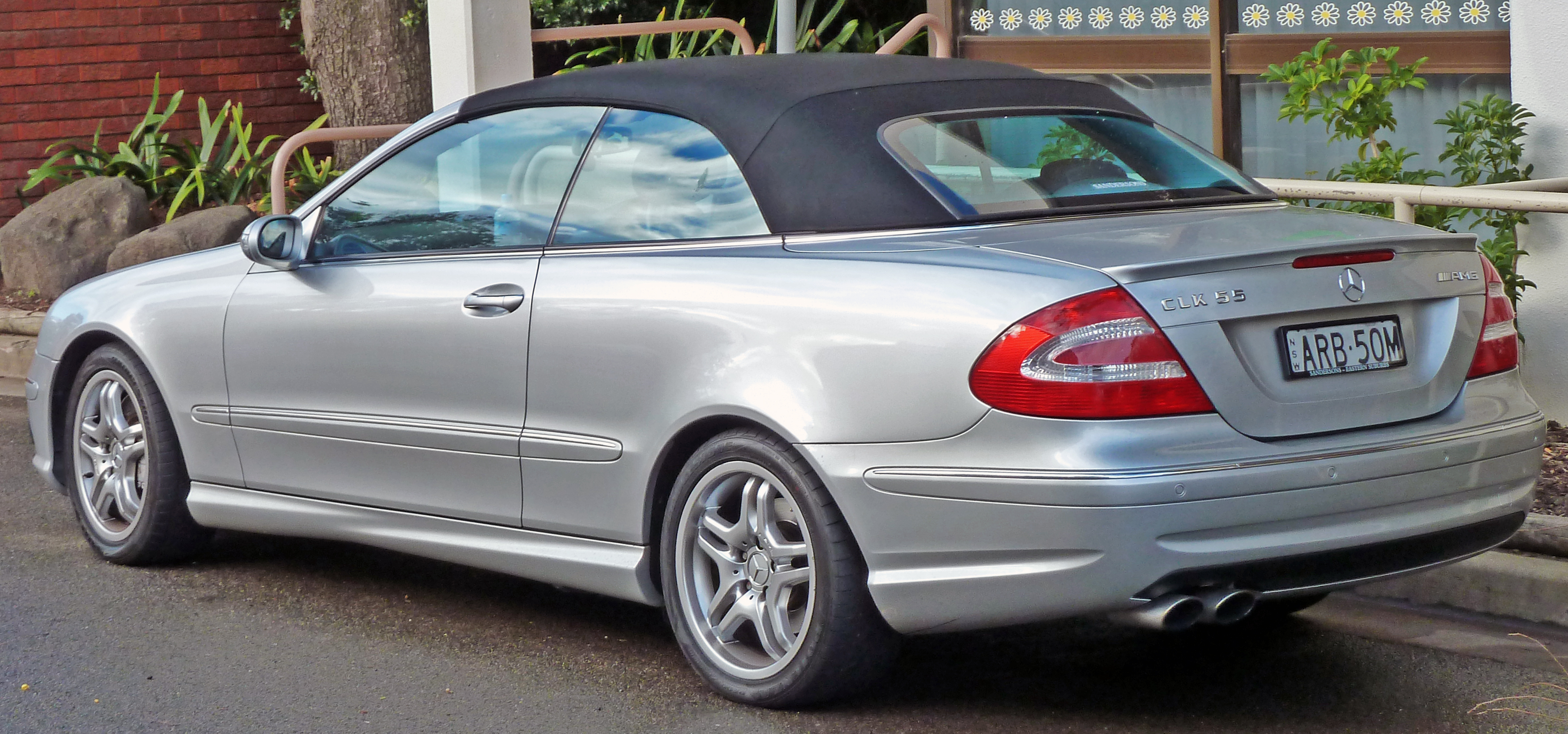
Mercedes-Benz CLK 55 Cabriolet (2003–2005)
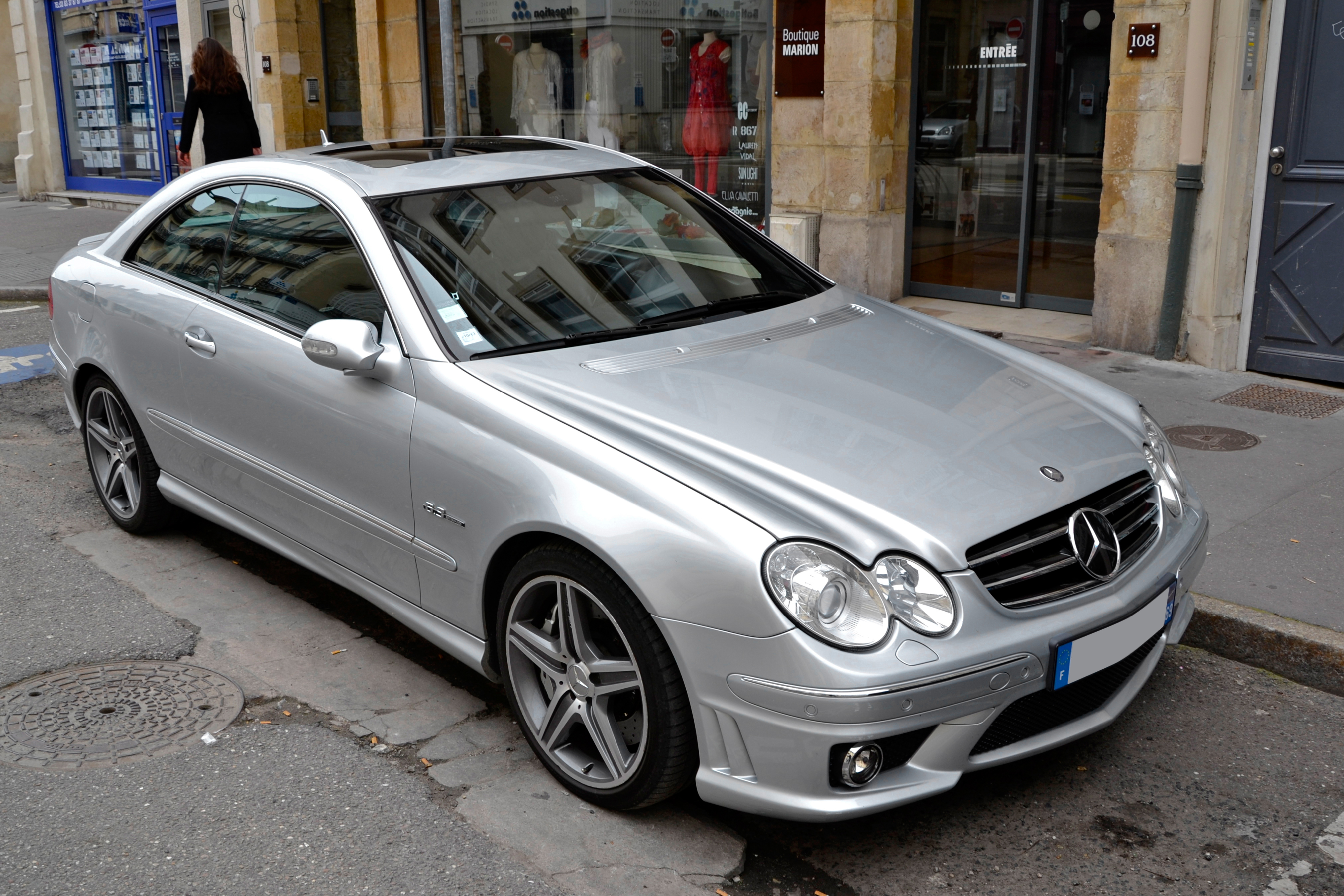
Mercedes-Benz CLK 63 AMG (2006–2010)
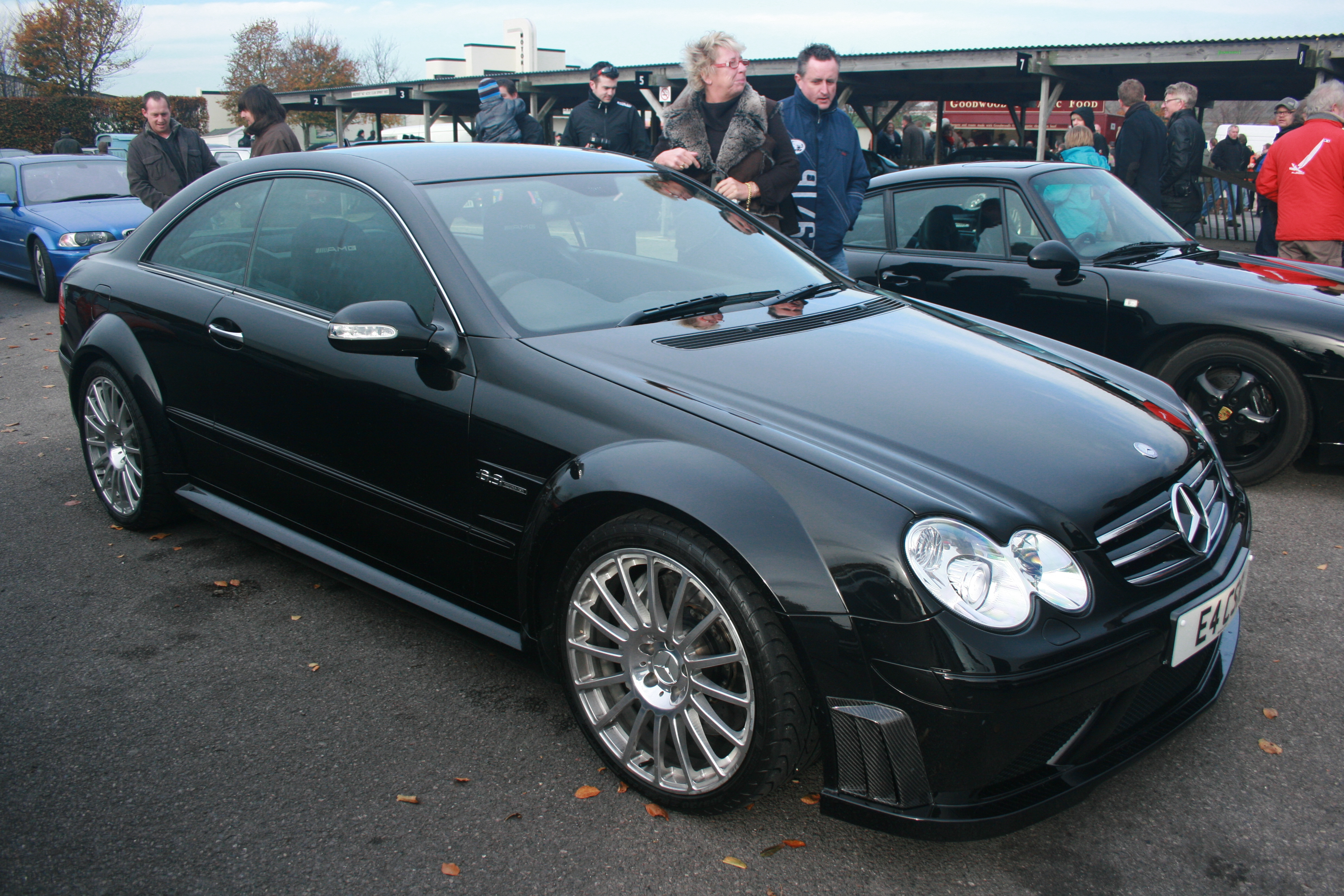
Mercedes-Benz CLK 63 AMG Black Series (2007–2009)
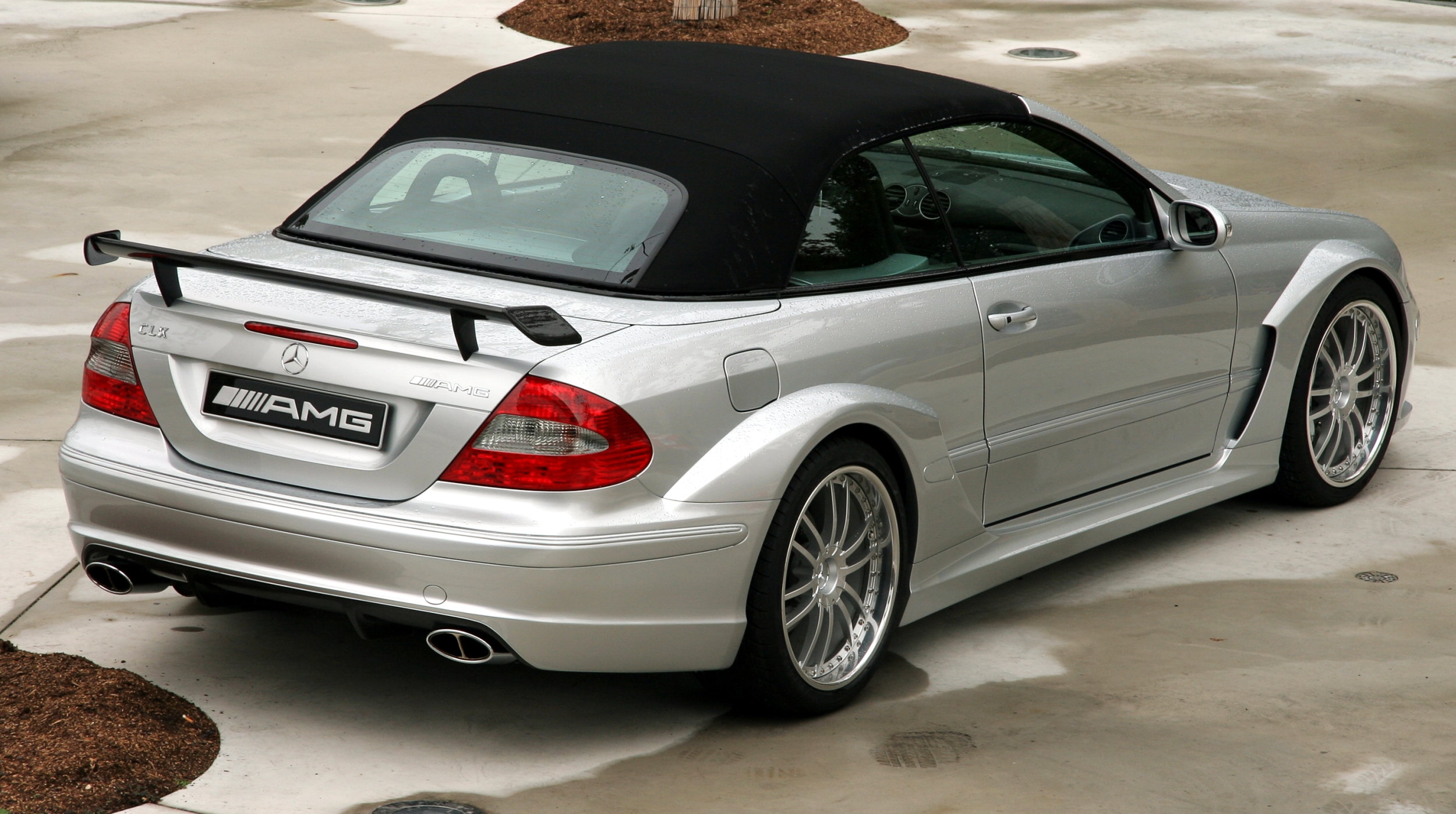
Mercedes-Benz CLK DTM AMG Cabriolet (2005)